# Lijst van voetbalinterlands Macau - Thailand
Deze lijst van voetbalinterlands is een overzicht van alle officiële voetbalwedstrijden tussen de nationale teams van Macau en Thailand. De landen hebben tot op heden twee keer tegen elkaar gespeeld. De eerste ontmoeting, een kwalificatiewedstrijd voor het Wereldkampioenschap voetbal 2010, werd gespeeld in Bangkok op 8 oktober 2007. Het laatste duel, de returnwedstrijd in dezelfde kwalificatiereeks, vond plaats op 15 oktober 2007 in Macau.

## Wedstrijden
| № | Plaats  | Datum           | Competitie           | Wedstrijd        | Uitslag |
| - | ------- | --------------- | -------------------- | ---------------- | ------- |
| 1 | Bangkok | 8 oktober 2007  | WK 2010 kwalificatie | Thailand − Macau | 6 − 1   |
| 2 | Macau   | 15 oktober 2007 | WK 2010 kwalificatie | Macau − Thailand | 1 − 7   |

## Samenvatting
| Competitie      | Totaal gespeeld | Winst Macau | Gelijk | Winst Thailand | Doelsaldo Macau – Thailand |
| --------------- | --------------- | ----------- | ------ | -------------- | -------------------------- |
| WK-kwalificatie | 2               | 0           | 0      | 2              | 2 − 13                     |
| Totaal          | 2               | 0           | 0      | 2              | 2 − 13                     |

AFM · 
A-internationals · 
Macaus vrouwenelftal
1980 – 1989 · 
1990 – 1999 · 
2000 – 2009 · 
2010 – 2019 ·
2020 − 2029
Bangladesh ·
Bhutan ·
Brunei ·
Cambodja ·
China ·
Filipijnen ·
Guam ·
Hongkong ·
India ·
Irak ·
Japan ·
Kazachstan ·
Kirgizië ·
Koeweit ·
Laos ·
Maleisië ·
Mauritius ·
Mongolië ·
Myanmar ·
Nepal ·
Noord-Korea ·
Oman ·
Pakistan ·
Salomonseilanden ·
Saoedi-Arabië ·
Singapore ·
Sri Lanka ·
Tadzjikistan ·
Taiwan ·
Thailand ·
Vietnam ·
Zuid-Korea
FAT · A-internationals · Bondscoaches · Statistieken · Thais vrouwenelftal · Thailand U21 · Thailand U20 · Thailand U19 · Thailand U18 · Thailand U17
1950 – 1959 · 
1960 – 1969 · 
1970 – 1979 · 
1980 – 1989 · 
1990 – 1999 · 
2000 – 2009 · 
2010 – 2019 ·
2020 − 2029
Asian Cup 1972 ·
Asian Cup 1992 · 
Asian Cup 1996 · 
Asian Cup 2000 · 
Asian Cup 2004 · 
Asian Cup 2007
OS 1956 · 
OS 1968
1956 · 
1957 · 
1958 · 
1959 · 
1960 · 
1961 · 
1962 · 
1963 · 
1964 · 
1965 · 
1966 · 
1967 · 
1968 · 
1969 · 
1970 · 
1971 · 
1972 · 
1973 · 
1974 · 
1975 · 
1976 · 
1977 · 
1978 · 
1979 · 
1980 · 
1981 · 
1982 · 
1983 · 
1984 · 
1985 · 
1986 · 
1987 · 
1988 · 
1989 · 
1990 · 
1991 · 
1992 · 
1993 · 
1994 · 
1995 · 
1996 · 
1997 · 
1998 · 
1999 · 
2000 · 
2001 · 
2002 · 
2003 · 
2004 · 
2005 · 
2006 · 
2007 · 
2008 · 
2009 · 
2010 · 
2011 · 
2012 · 
2013 ·
2014 ·
2015 ·
2016 ·
2017 ·
2018 ·
2019 ·
2020 ·
2021 ·
2022 ·
2023
Afghanistan ·
Australië ·
Bahrein ·
Bangladesh ·
Bhutan ·
Brazilië ·
Brunei ·
Bulgarije ·
Cambodja ·
China ·
Congo-Brazzaville ·
Denemarken ·
Duitsland ·
Egypte ·
Estland ·
Faeröer ·
Filipijnen ·
Finland ·
Gabon ·
Georgië ·
Ghana ·
Hongkong ·
India ·
Indonesië ·
Irak ·
Iran ·
Israël ·
Japan ·
Jemen ·
Jordanië ·
Kameroen · 
Kazachstan ·
Kenia ·
Kirgizië ·
Koeweit ·
Laos ·
Letland ·
Libanon ·
Liberia ·
Libië ·
Liechtenstein ·
Luxemburg ·
Macau ·
Malediven ·
Maleisië ·
Malta ·
Marokko ·
Myanmar ·
Nederland ·
Nepal ·
Nieuw-Zeeland ·
Nigeria ·
Noord-Ierland ·
Noord-Korea ·
Noorwegen ·
Oezbekistan ·
Oman ·
Oost-Timor ·
Pakistan ·
Palestina ·
Papoea-Nieuw-Guinea ·
Polen ·
Qatar ·
Saoedi-Arabië ·
Singapore ·
Slowakije ·
Sri Lanka ·
Suriname ·
Syrië ·
Taiwan ·
Tadzjikistan ·
Trinidad en Tobago ·
Turkmenistan ·
Uruguay ·
Verenigde Arabische Emiraten ·
Verenigde Staten ·
Vietnam ·
Zuid-Afrika ·
Zuid-Korea ·
Zuid-Vietnam ·
Zweden